# ビドル (ミサイル巡洋艦)
| USS Biddle (DLG-34) |                                            |
| 艦歴                |                                            |
| 発注:               | 1962年1月16日                              |
| 起工:               | 1963年12月9日                              |
| 進水:               | 1965年7月2日                               |
| 就役:               | 1967年1月21日                              |
| 退役:               | 1993年11月30日                             |
| その後:             |                                            |
| 除籍:               | 1993年11月30日                             |
| 性能諸元            |                                            |
| 排水量:             | 満載：7,930 トン                           |
| 全長:               | 547 feet                                   |
| 全幅:               | 55 feet                                    |
| 吃水:               | 31 ft                                      |
| 機関:               | ギヤード蒸気タービン2基2軸 4缶、85,000 shp |
| 最大速:             | 32ノット                                   |
| 航続距離:           |                                            |
| 兵員:               | 士官27名、兵員450名                        |
| 兵装:               |                                            |
| 航空機:             |                                            |
| モットー:           | Hard Charger                               |

ビドル(USS Biddle, CG-34)は、アメリカ海軍のミサイル巡洋艦。ベルナップ級ミサイル巡洋艦の9番艦。艦名はアメリカ独立戦争時の大陸海軍士官、ニコラス・ビドルに因んで命名された。その名を持つ艦としては4隻目。
1963年12月9日にメイン州バスのバス鉄工所で起工。1965年7月2日進水。1967年1月21日就役。
ビドルはベトナムで行動し、1981年のシドラ湾事件にも関わった。
ビドルは1993年11月30日に退役し、同日除籍された。2000年12月4日にスクラップとして売却された。